# 拜佐恩那加烏帕齊拉
拜佐恩那加乌帕齐拉是孟加拉国婆羅門巴里亞縣的一个乌帕齐拉，位於吉大港专区的婆羅門巴里亞縣。。